# Miroslav Hajn
Miroslav Hajn (21 de setembro de 1894, Žamberk - 6 de setembro de 1963, Praga) foi um Engenheiro Aeronáutico e Professor no Departamento de Mecânica de Precisão na CTU, em Praga. Foi o principal engenheiro da ČKD-Praga, uma das maiores empresas de engenharia da Checoslováquia.

## Biografia

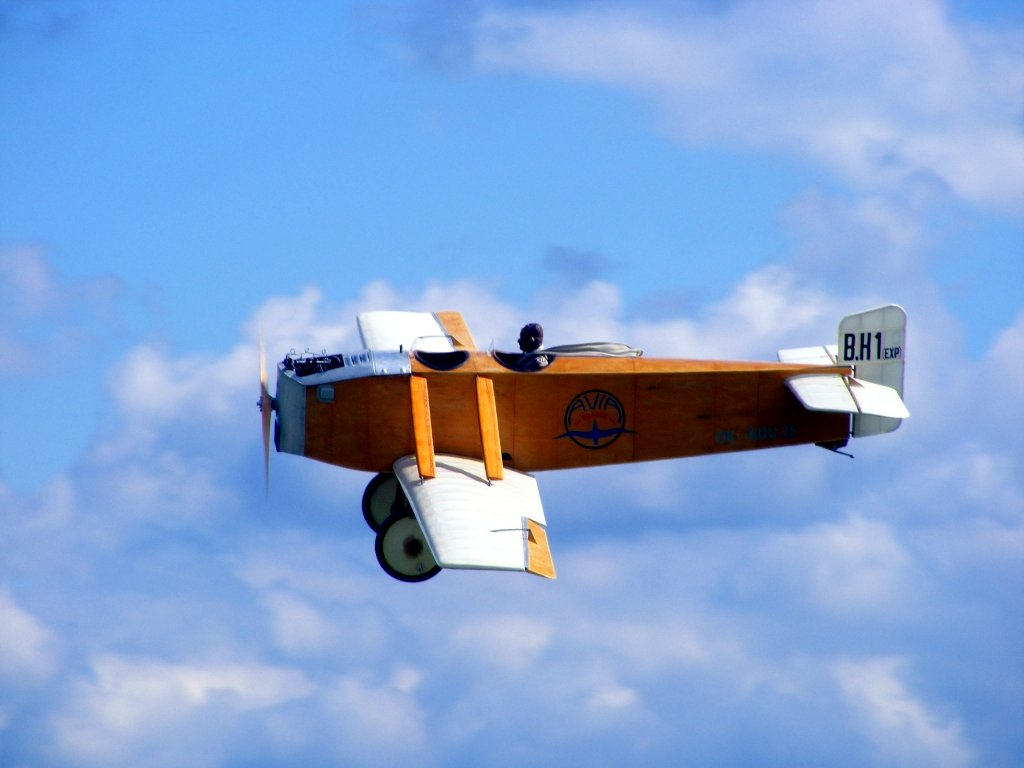
Réplica de um Avia BH-1

### Aviação
Um grupo de estudantes de Praga composto por Pavel Beneš, Miroslav Hajn e Alois Husník, iniciou em 1913 o Clube de Aviação Checoslovaco, que tornou-se posteriormente o Aeroclube da República Checoslovaca. Miroslav Hajn, por isso, foi um membro de seu conselho por muitos anos. Foi também o fundador e principal engenheiro da Avia em 1919, em conjunto com Pavel Beneš. Começou reparando aeronaves em uma oficina no lugar de uma antiga fábrica de açúcar em Vysočany. Um ano mais tarde, construíram sua primeira aeronave, o Avia BH-1, um monoplano de asa baixa que era muito avançado para sua época. Entre 1923 e 1925, desenvolveram os modelos BH-7, BH-9 e BH-11. O BH-11, com dois assentos, venceu o prêmio Coppa d'Italia. Já o caça BH-21, foi fabricado sob licença na Bélgica. 
Em 1930, Hajn e Beneš estavam no Departamento de Aviação da ČKD. O primeiro avião projetado por eles foi em 1931, designado Praga E-39. Durante a Segunda Guerra Mundial, foi engenheiro na empresa Mráz, em Choceň. Ele secretamente fazia cálculos para produzir uma aeronave desportiva, Mráz M-1 Sokol, sendo o engenheiro chefe Zdeněk Rublič. A aeronave com um motor Walter Minor 4-III com uma potência de 77 kW (103 hp) e uma hélice com duas pás de madeira começou a ser produzida logo após o fim da guerra (1946) e foi um grande sucesso técnico e comercial.

### Ensino
Em 21 de março de 1946, graduou como Doutor em Ciências Técnicas. Em março de 1948, tornou-se professor de construção de aeronaves na Universidade Técnica Checa em Praga e liderou o Departamento de Construção de Aeronaves na Faculdade de Engenharia Mecânica e Elétrica. Quando o ensino no campo da aviação foi transferido para Brno, Hajn permaneceu em Praga e mudou-se para o recém-estabelecido campo de Mecânica Fina e Óptica.
Seu passatempo era melhorar motocicletas. Ele projetava instrumentos de medidas e testes para a aviação. Em casa, construiu um relógio preciso com um pêndulo feito de invar e compensação para a atmosfera circundante. Ele ensinava na Faculdade e escrevia artigos. Em seu tempo livre, documentava pássaros: "por toda sua vida ele se maravilhava sobre como é possível que eles voem muito melhor que a aeronave mais perfeita."

## Casa de Hajn

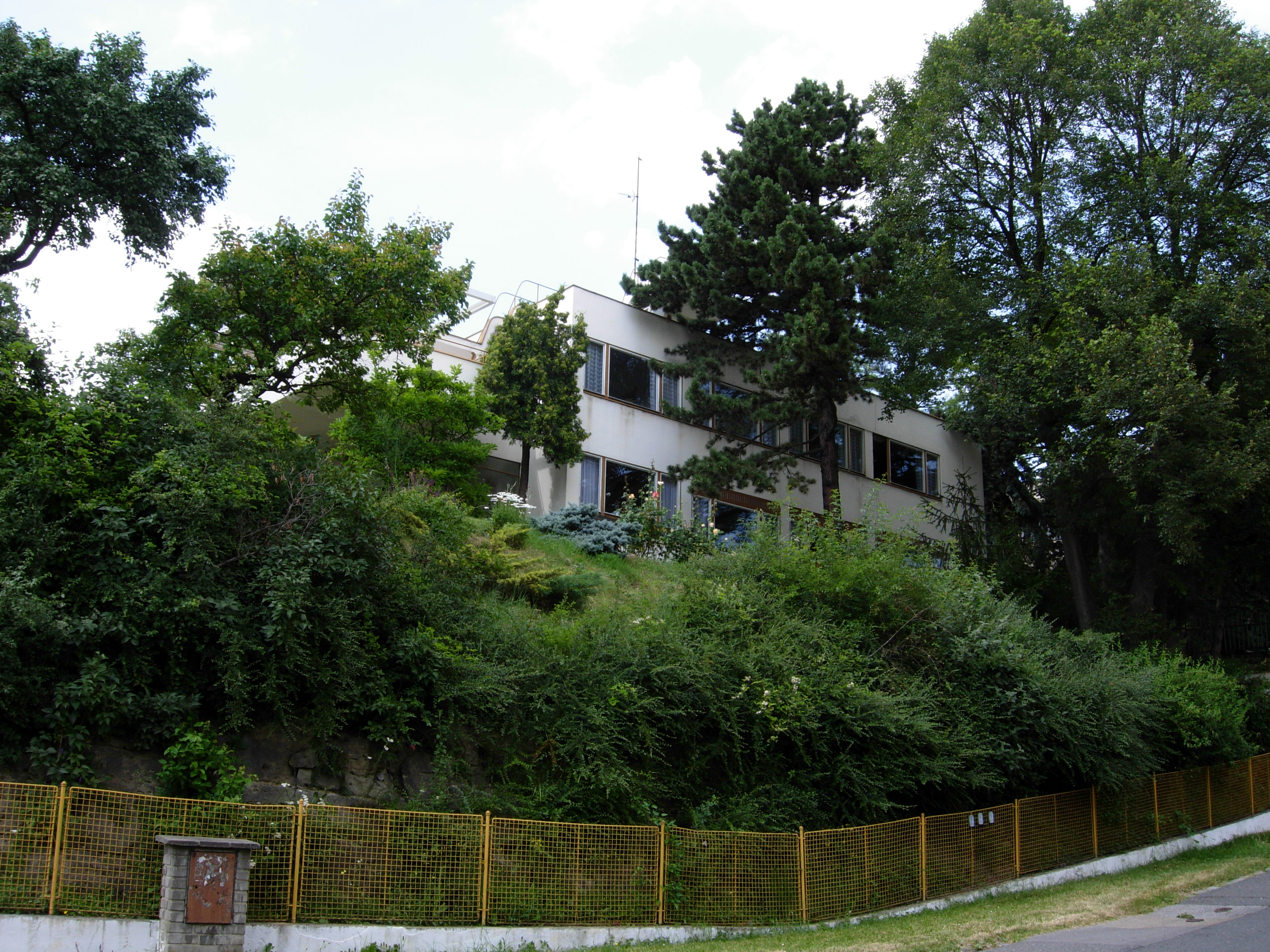
Casa de Hajn

Ele e sua esposa Josefa viveram em uma casa desenhada pelo arquiteto Ladislav Žák , construída entre 1932 e 1933. Casas similares foram construídas pelo arquiteto na década de 1930, onde teve grande atenção ao desenho do jardim. A casa da família foi construída em terreno inclinado, com faixas de janelas contínuas na fachada sul, um avançado terraço e uma elegante ponte sobre o telhado plano, que lembra um transatlântico. Os interiores da casa foram equipados com móveis de Ladislav Žák, que desenhou em conjunto com o artista têxtil Antonín Kybal. As luminárias foram desenhadas por Miroslav Prokop. A casa não é acessível. A família Hajn não tinha filhos e a casa foi vendida em 1964 após a morte do Eng. Hajn.